# Cantone di Bais
Il Cantone di Bais era una divisione amministrativa dell'arrondissement di Mayenne.
È stato soppresso a seguito della riforma complessiva dei cantoni del 2014, che è entrata in vigore con le elezioni dipartimentali del 2015.
Comprendeva i comuni di:
- Bais
- Champgenéteux
- Hambers
- Izé
- Jublains
- Saint-Martin-de-Connée
- Saint-Pierre-sur-Orthe
- Saint-Thomas-de-Courceriers
- Trans